# Верхній Вербіж
Ве́рхній Ве́рбіж — село в Україні, у Нижньовербізькій сільській громаді Коломийського району Івано-Франківської області.

## Топонім
Назва походить від слова «верба»: тому що тут є багато верб та верболозів якими обсаджено береги річки Лючки та потоків.

## Географія
Село розташоване у Покутсько-Буковинських Карпатах, на правому березі річки Лючка, яка за селом впадає у річку Пістинька, праву притоку річки Прут, за 5 км від районного центру. Через село проходить шосе Коломия — Косів. 
Село межує на південному сході з с. Мишином, на південному заході — з с. Великим Ключевом, на північному заході — з с. Соповом, на північному сході — із с. Нижнім Вербіжем.
Село поділяється на кутки: Толока, Осередок, Гора.

## Історія
Прикарпатський археолог Богдан Томенчук у 1987 році виявив біля сільської церкви поселення голіградської культури фракійського гольштату, яке датується X—VIII ст. до н. е. .
Вперше в історичних джерелах Вербіж згадується у 1373 році, називалося воно тоді Вєрбяз. Та правдоподібно воно існувало ще задовго до цієї згадки. У перших писемних згадках за 1365 і 1373 роки йдеться лише про один Вербіж. Далі село розрослося і розділилося на два.
«Вижний» і «нижний» — це польські словотвори, які польська окупаційна влада накинула багатьом галицьким селам. У польській мові слово «виж» означає височину. Українські відповідники до «вижний» і «нижний» — «горішній» (або по-місцевому «горішний») і «долішній». Після захоплення СРСР Галичини, в 1947 році перейменовано його на російський кшталт — «Верхний» — «Верхній». Так ця назва і прижилася, хоча найсправедливіше було б назвати село «Горішний Вербіж».
Як окреме село вперше згадується в документі 1443 року.
У 1757 році мешканці села разом з опришками спалили садибу місцевого поміщика.
Від XV ст. і до 1772 p. воно належало до Коломийського повіту Руського воєводства Галицької землі;
Впродовж 1772–1854 років — до Коломийської округи Королівства Галичини та Володимирії;
1854–1918 років — до Печеніжинського повіту Коломийської округи Львівського Намісництва Королівства Галіції і Володимирії;
Листопад 1918 — травень 1919 — до Печеніжинського повіту Коломийської округи Західно-української Народної Республіки;
1919–1939 років — до Коломийського, а відтак — до Печеніжинського повіту Станіславського воєводства;
1934 року в Польщі, до якої належала тоді Східна Галичина, прийняли закон, згідно з яким кілька сіл творили збірну громаду, або ґміну (Ґміна Вербяж Вижни). Центр такої ґміни був і у Вербіжі Вижному;
У 1939–1941 роках, з приходом у Галичину Червоної армії, змінився адміністративний поділ і село стало належати до Коломийського повіту Станіславської області УРСР.
Під час німецької окупації, у 1941–1944 роках, село належало до Коломийської округи Дистрикту Галичина Генерал-губернаторства польських земель.
У 1944–1957 роках, у повоєнний час, Верхній Вербіж належав до Печеніжинського району Станіславської області УРСР, а у 1957–1963 роках — до Яблунівського району Станіславської (від 1962 р. — Івано-Франківської) області УРСР;
З 1963 року — до Коломийського району Івано-Франківської області.

## Населення
Перші відомості про кількість населення Верхнього Вербіжа є за 1880 рік, тут у 196 хатах мешкало 912 осіб: 893 українці, 13 євреїв і 6 осіб, які належали до римо-католицької конфесії. В 1883 році тут мешкало 979 українців; в 1893 році — 1028 українців, 48 євреїв і 30 осіб римо-католицького віровизнання; в 1911 році — 1218 українців, 46 євреїв, 40 римо-католиків; в 1925 році — 1220 українців, 38 євреїв, 22 римо-католики; в 1931 році мешкало 1299 осіб у 321 будинках. 1939 року — 1355 українців, 10 поляків, 5 євреїв. У 2000-му році у 520 дворах мешкали 1542 особи. В 2005 році у Верхньому Вербіжі нараховувався 1501 житель, стояло 527 дворів.
За національним складом усі мешканці Верхнього Вербіжа — українці. Найстарішою мешканкою села є Марія Федорівна Вінтоняк, 1919 року народження.

### Мова
Розподіл населення за рідною мовою за даними перепису 2001 року:
| Мова       | Кількість | Відсоток |
| ---------- | --------- | -------- |
| українська | 1506      | 99.74%   |
| російська  | 4         | 0.26%    |
| Усього     | 1510      | 100%     |

## Інфраструктура
У Верхньому Вербіжі є будинок культури, бібліотека, готель, бар «ГЕНДЕЛИК», стадіон, Доченків беріг, ліс та луг. 

## Відомі персоналії
Уродженці
- Олександр Кукурба — український військовик, майор Повітряних сил Збройних Сил України, учасник російсько-української війни. Герой України (2022), лицар Ордена Богдана Хмельницького II та III ступеня.
- Людвік Вежбицький — австрійський архітектор та  мистецтвознавець польського походження, організатор залізничного руху в Галичині та Буковині. Перший директор Станиславівської залізниці (1894—1897), директор Львівської залізниці (1897—1904). Автор праць із народознавства й історії залізниць.

Загинули
- Іван Бежук—«Ярема» (нар. 2.08.1922, с. Спас — пом. 10.05.1948) — український військовик, вояк УПА, командир рою сотні УПА «Березівська» куреня «Карпатський» ТВ 21 «Гуцульщина» (1944—1946), субреферент пропаганди Коломийського надрайонного проводу ОУН (1948). Загинув у сутичці чекістсько-військовою групою. Лицар Бронзового хреста бойової заслуги УПА (1.02.1945)[2].
- Михайло Романиця—«Артур» — український військовик, вояк УПА, лицар Бронзового хреста бойової заслуги УПА.

## Галерея

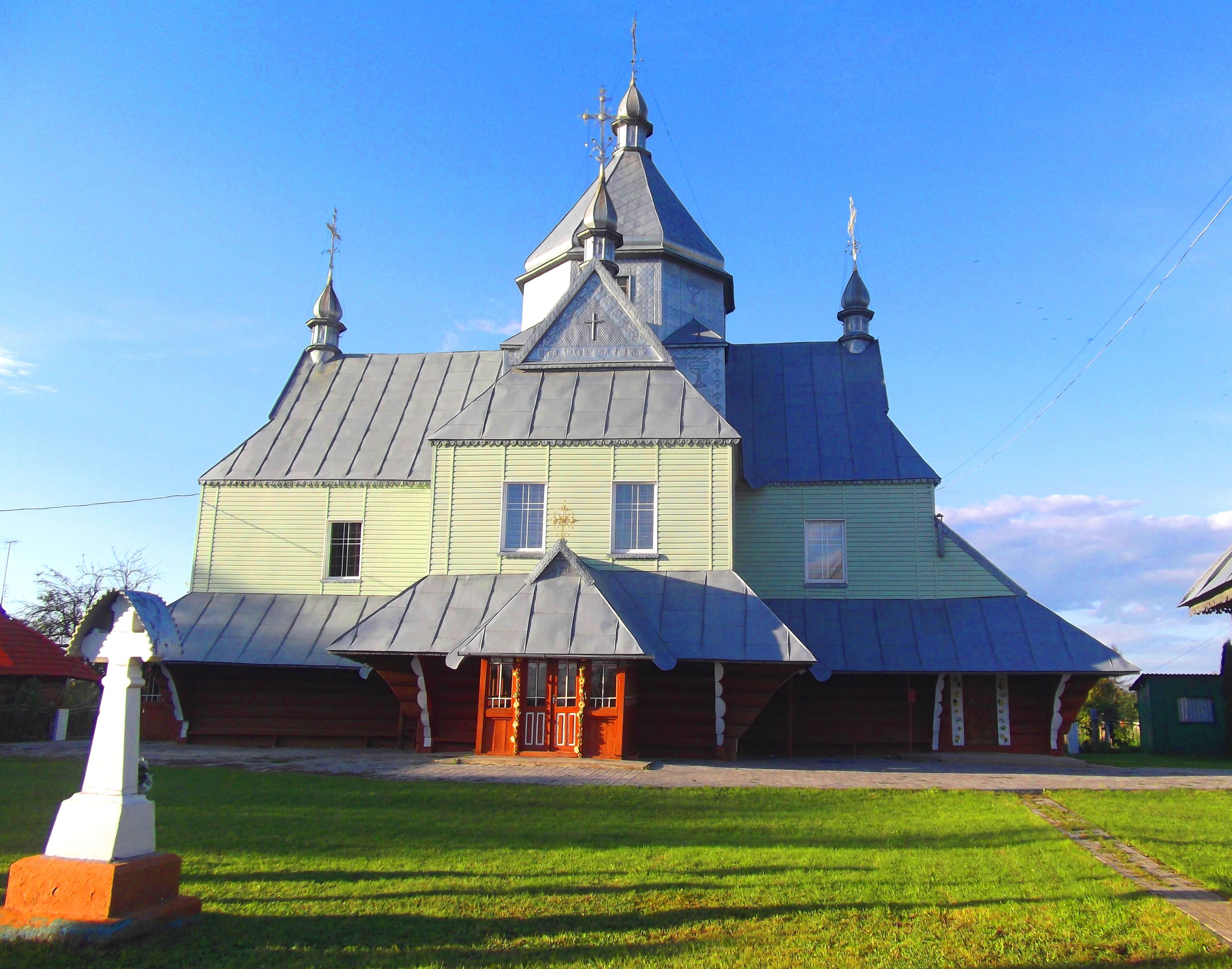
Церква
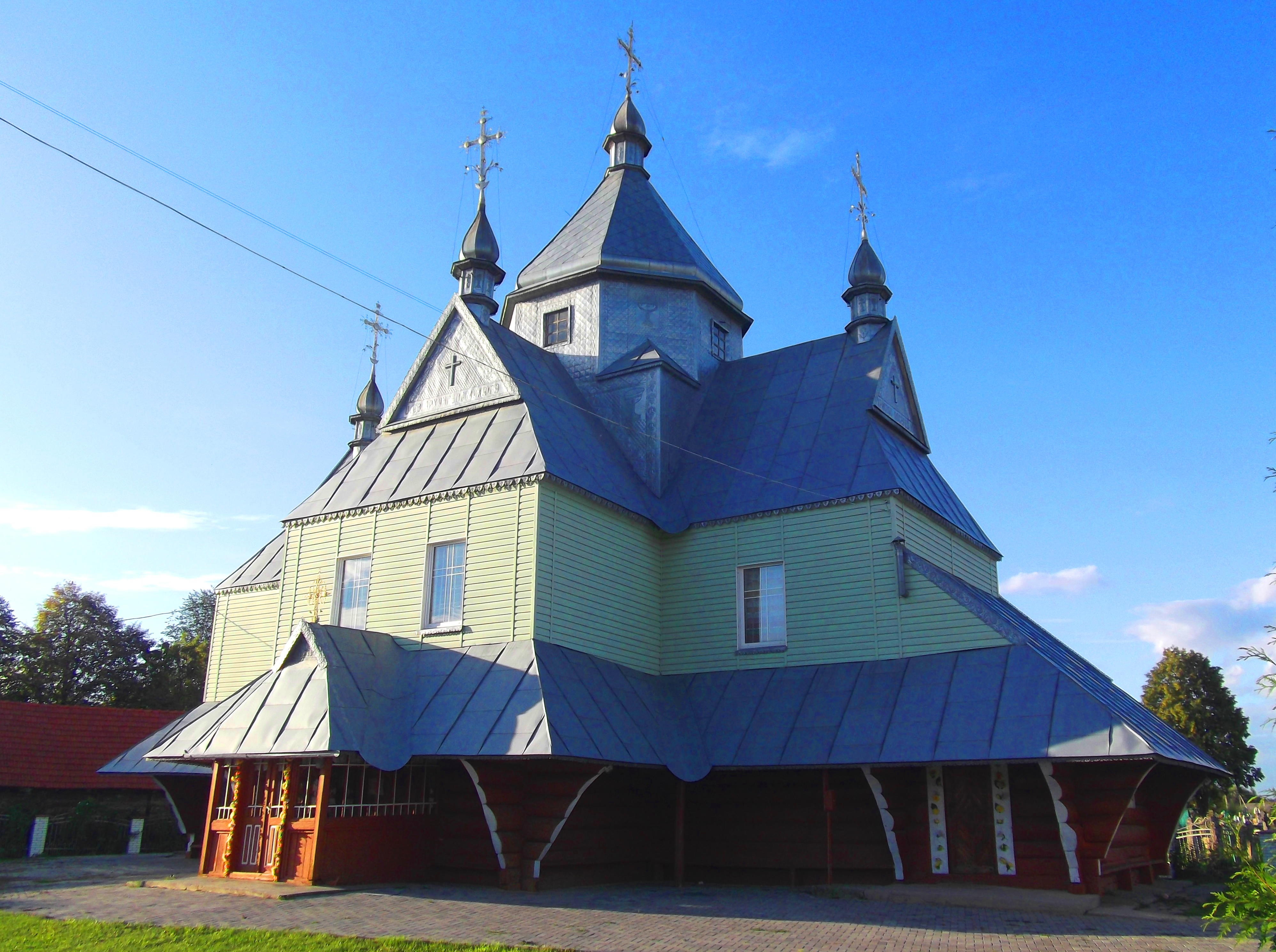
Святого Архистратига Михаїла
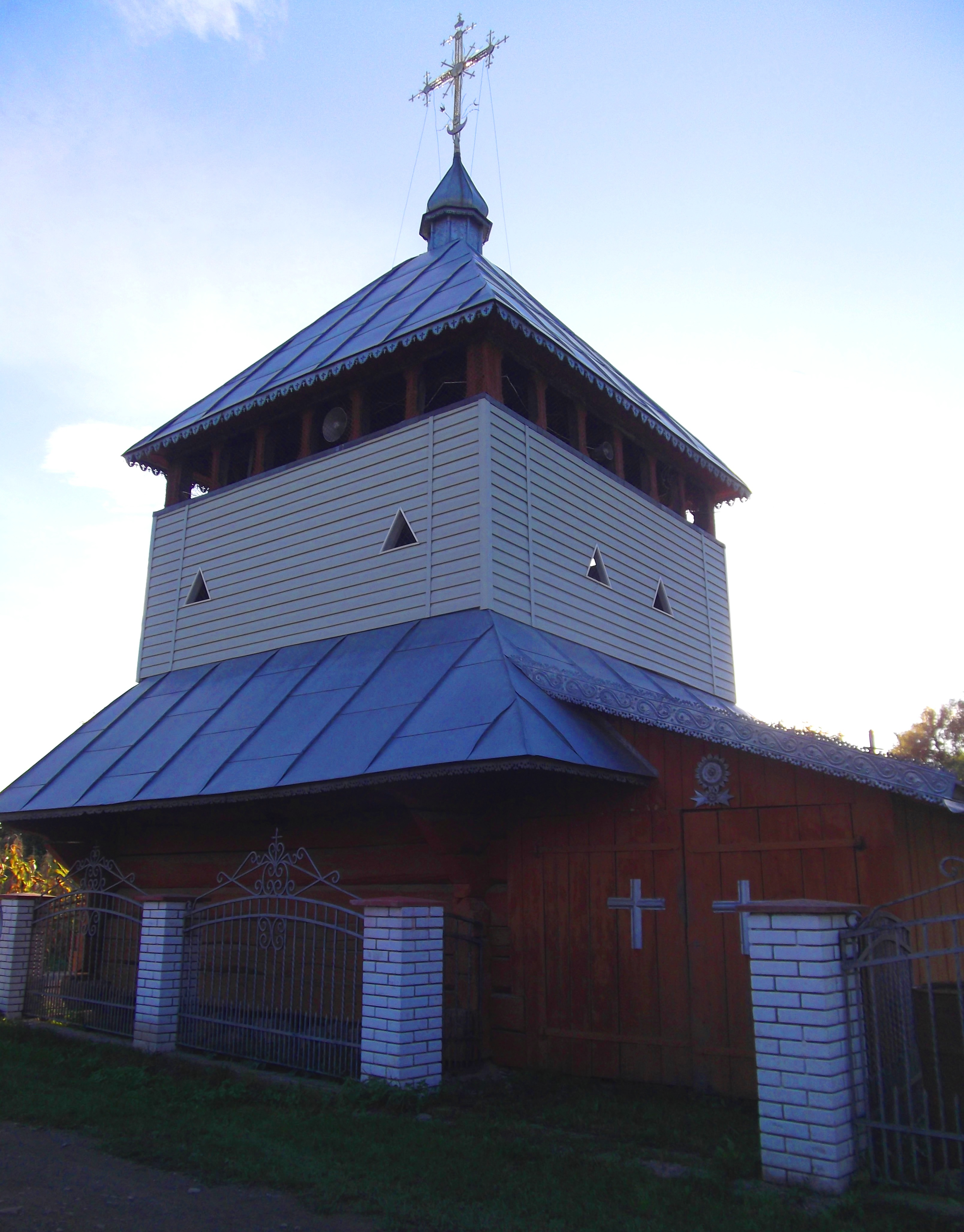
Дзвіниця